# 丸山実
丸山 実（まるやま みのる、1935年（昭和10年）8月21日 - 1996年（平成8年）11月12日）は日本のジャーナリスト。『現代の眼』編集長、『新雑誌X』（のち『新雑誌21』）発行人・編集長。

## 経歴
新潟県に生まれる。法政大学文学部を中退後、1962年（昭和37年）に総会屋の木島力也が経営する現代評論社に入社し、1969年（昭和44年）から『現代の眼』第4代編集長を務める。いわゆる総会屋雑誌にあって、経営と編集を独立した存在と考える“ジャーナリズム二元論”を唱える。また、丸山は全共闘運動を全面的に支持、学生運動の時代に「「現の眼」（げんのめ）は全共闘の機関誌」といわれる内容に雑誌を変えていった。しかし、1982年（昭和57年）の商法改正による総会屋規制のあおりを受け、『現代の眼』は1983年（昭和58年）5月号で廃刊となる。
その後、1983年8月に坂口義弘と『新雑誌X』（幸洋出版）を創刊し編集長となり、のちに発行元を自ら経営する「新雑誌エックス」に移す。1991年（平成3年）8月号より『新雑誌21』と改題するが、経営難が続いた上に、丸山が日本共産党（行動派）とその下部組織である日本人民戦線の活動に関わったためもあり、党派系企業の倒産に巻き込まれ、1993年（平成5年）10月号で休刊となった。

## 著書
- 『マスコミの内側―『現代の眼』編集長が語る』（幸洋出版、1980）
- 『花形記者は転んだ-ジャーナリスト内藤国夫の素顔』（幸洋出版、1982）
- 『「月刊ペン」事件の内幕-狙われた創価学会』（幸洋出版、1982）
- 『キミはこんな社長のいる文藝春秋社を信じることができるか?』（幸洋出版、1983） - 坂口義弘との共著
- 『改革を選択した世界救世教 : 教主と信徒パワーの再出発』（21世紀書院、1986）
- 『不動産業界・錬金術の内幕』（青年書館、1989）
- 『中部・三県一市の命運を決める中部新国際空港の疑惑-日米関係の改善に賭ける男のロマン』（新雑誌エックス、1989）
- 『不動産神話は再び甦る』（青年書館、1990）
- 『創価学会つぶしに出た法主日顕の陰謀-日蓮正宗の虚構と実態』（長崎出版、1991）
- 『『週刊新潮』の知られざる内幕-異常なる“人間狩り”の底にうごめくもの』（長崎出版、1996） - 坂口義弘との共著

## 参考
- 20世紀日本人名事典
- 日外アソシエーツ 編『出版文化人物事典――江戸から近現代・出版人1600人』稲岡勝監修、日外アソシエーツ、2013年6月25日、372頁。ISBN 978-4-8169-2417-0。
- 道場親信; 丸山尚「証言と資料 日本ミニコミセンターから住民図書館まで : 丸山尚氏に聞くミニコミ・ジャーナリズムの同時代史1961-2001」『和光大学現代人間学部紀要』第6号、和光大学現代人間学部、175-242頁、2013年3月。ISSN 1882-7292。 - 『現代の眼』の編集者であった丸山尚（同姓だが血縁関係はない）への聞き取り。